# Shiner
Shiner – miasto w Stanach Zjednoczonych, w stanie Teksas, w hrabstwie Lavaca.